# Хоррамабад (Зарандіє)
Хоррамабад (перс. خرم اباد) — село в Ірані, у дегестані Рудшур, в Центральному бахші, шахрестані Зарандіє остану Марказі. За даними перепису 2006 року, його населення становило 0 осіб, що проживали у складі 0 сімей.